# Shimizu (Familienname)
Shimizu (japanisch 清水) ist ein japanischer Familienname. In dieser Schreibweise ist er der achtzehnthäufigste Familienname in Japan. Weniger häufige Varianten sind 志水 und 冷水.

## Herkunft und Bedeutung
Shimizu ist entweder ein Wohnstätten- oder ein Herkunftsname. Als Wohnstättenname geht er auf die Bedeutung der japanischen Schriftzeichen 清 (dt. rein, klar) und 水 (dt. Wasser) zurück; er bezeichnete also Personen die an einem klaren Gewässer wohnten. Als Herkunftsname erfolgte die Benennung nach dem Siedlungsnamen Shimizu (mehrfach in Japan).

## Namensträger
- Aguri Shimizu (* 1992), japanischer Nordischer Kombinierer
- Aki Shimizu, japanische Mangaka
- Alex Shimizu (* 20. Jahrhundert), US-amerikanischer Schauspieler und Tänzer
- Ayano Shimizu (* 1998), japanische Tennisspielerin
- Eri Shimizu (* 1998), japanische Tennisspielerin
- Fumitake Shimizu (* 1968), japanischer Badmintonspieler
- Shimizu Hamaomi (1776–1824), japanischer Gelehrter
- Hide Hyodo Shimizu (1908–1999), kanadische Pädagogin und Aktivistin
- Hidehiko Shimizu (* 1954), japanischer Fußballspieler
- Hikaru Shimizu (* 1996), japanischer Fußballspieler
- Shimizu Hiroshi (Regisseur) (1903–1966), japanischer Regisseur
- Hiroshi Shimizu (Autokonstrukteur) (* 1947), japanischer Autokonstrukteur
- Hiroshi Shimizu (Badminton) (* 1978), japanischer Badmintonspieler
- Hiroshi Shimizu (Synchronsprecher), japanischer Synchronsprecher
- Hiroyasu Shimizu (* 1974), japanischer Eisschnellläufer
- Jenny Shimizu (* 1967), japanisch-amerikanisches Fotomodell
- Jun Shimizu (* 1985), japanischer Fußballspieler
- Kaori Shimizu (* 1983), japanische Schauspielerin, Synchronsprecherin und Sängerin
- Kazumasa Shimizu (* 1976), japanischer Fußballspieler
- Kazuo Shimizu (Rennfahrer) (* 1954), japanischer Autorennfahrer
- Kazuo Shimizu (Ringer) (* 1954), japanischer Ringer
- Kazuo Shimizu (Fußballspieler) (* 1975), japanischer Fußballspieler
- Keiki Shimizu (* 1985), japanischer Fußballspieler
- Keisuke Shimizu (* 1988), japanischer Fußballspieler
- Ken Shimizu (* 1979), japanischer Pornodarsteller
- Kenji Shimizu (Kampfsportler) (* 1940), japanischer Judoka und Aikidoka
- Kenji Shimizu (Produzent), japanischer Film- und Fernsehproduzent
- Kenji Shimizu (Diplomat), japanischer Diplomat
- Kenta Shimizu (* 1981), japanischer Fußballspieler
- Shimizu Kinjirō, japanischer Fußballspieler
- Kiyou Shimizu (* 1993), japanische Karateka und Olympionikin
- Kōhei Shimizu (Skilangläufer) (* 1989), japanischer Skilangläufer
- Kōhei Shimizu (Fußballspieler) (* 1989), japanischer Fußballspieler
- Kōji Shimizu (* 1969), japanischer Marathonläufer
- Kōya Shimizu (* 1982), japanischer Fußballspieler
- Kurumi Shimizu (* ≈1960), japanischer Jazzpianist
- Maho Shimizu, japanische Fußballspielerin
- Maki Shimizu (* 1981), japanische bildende Künstlerin, Graphic Novel Autorin und Illustratorin
- Mariko Shimizu (Schriftstellerin), japanische Schriftstellerin
- Mariko Shimizu (Ringerin) (* 1974), japanische Ringerin
- Masahiro Shimizu (* 1964), japanischer Motorradrennfahrer
- Masataka Shimizu (* 1944), japanischer Manager
- Misa Shimizu (* 1970), japanische Schauspielerin
- Miyataka Shimizu (* 1981), japanischer Radrennfahrer
- Shimizu Muneharu (1537–1582), japanischer Krieger
- Shimizu Naoemon (1901–1945), japanischer Fußballspieler
- Norihisa Shimizu (* 1976), japanischer Fußballspieler
- Shimizu Osamu (1911–1986), japanischer Komponist
- Rai Shimizu (* 1999), japanischer Fußballspieler
- Reiko Shimizu (* 1963), japanische Manga-Zeichnerin
- Reruhi Shimizu (* 1993), japanischer Skispringer
- Risa Shimizu (Synchronsprecherin) (* 1988), japanische Synchronsprecherin
- Risa Shimizu (Fußballspielerin) (* 1996), japanische Fußballspielerin
- Shimizu Ryūzō (* 1902), japanischer Fußballspieler
- Sadao Shimizu, japanischer Skispringer
- Sara Shimizu (* 2009), japanische Snowboarderin
- Satoshi Shimizu (* 1986), japanischer Boxer
- Sayuri Shimizu (* 1989), japanische Shorttrackerin
- Shimizu Shikin (1868–1933), japanische Schriftstellerin
- Shintarō Shimizu (* 1992), japanischer Fußballspieler
- Takafumi Shimizu (* 1992), japanischer Fußballspieler
- Takao Shimizu (Biochemiker) (* 1947), japanischer Biochemiker
- Takao Shimizu (* 1965), japanischer Spieleentwickler
- Shimizu Takashi (1897–1981), japanischer Bildhauer
- Takashi Shimizu (* 1972), japanischer Filmproduzent, Autor und Regisseur
- Takeshi Shimizu (* 1975), japanischer Fußballspieler
- Tatsuhide Shimizu (* 1996), japanischer Fußballspieler
- Shimizu Tatsujirō (1897–1992), japanischer Mathematiker
- Tetsurō Shimizu (* 1988), japanischer Curler
- Tomonobu Shimizu (* 1981), japanischer Boxer
- Shimizu Toshi (1887–1945), japanischer Maler
- Yasuaki Shimizu (* um 1950), japanischer Jazzmusiker
- Yasuhiro Shimizu (* 1958), japanischer Eisschnellläufer
- Yoshisada Shimizu (* 1943), japanischer Astronom
- Yoshiyuki Shimizu (* 1969), japanischer Eisschnellläufer
- Yūko Shimizu (* 1946), japanische Designerin
- Yusuke Shimizu (Wasserballspieler) (* 1988), japanischer Wasserballspieler
- Yusuke Shimizu (Fußballspieler) (* 2001), japanischer Fußballspieler
- Yūta Shimizu (* 1999), japanischer Tennisspieler
- Shimizu Zenzō (1891–1977), japanischer Tennisspieler